# Precious
Precious (v anglickém originále Precious: Based on the Novel Push by Sapphire) je americký dramatický film režiséra Lee Danielse z roku 2009. Scénář napsal Geoffrey S. Fletcher podle románu Push spisovatelky Sapphire z roku 1996. Ve filmu vystupuje mnoho ženských postav, které ztvárňují Gabourey Sidibe jako hlavní postava, dále Mo'Nique, Paula Pattonová, Mariah Carey, ale ve vedlejší roli i Lenny Kravitz.
Ještě než měl film distributora, byl představen na festivalu Sundance Film Festival v lednu 2009 a později na festivalu v Cannes. Na Sundance byl oceněn cenou publika a velkou cenou poroty za nejlepší drama a Mo'Nique získala speciální cenu poroty za nejlepší herečku ve vedlejší roli. Do amerických kin byl film uveden 20. listopadu 2009.